# Демидов (Киевская область)
Деми́дов (укр. Демидів) — село, входит в Вышгородский район Киевской области Украины.

## Население
Население по переписи 2001 года составляло 3702 человек. Почтовый индекс — 07335. Телефонный код — +3804596. Код КОАТУУ — 3221882401.

## В культуре
Село упоминается в романе А. В. Кузнецова «Бабий Яр».

## История
Во время российского вторжения в Украину в 2022 году оно было затоплено в результате прорыва дамбы 25 февраля, чтобы помешать наступлению России на Киев.